# Vassimont-et-Chapelaine
Vassimont-et-Chapelaine  là một xã thuộc tỉnh Marne trong vùng Grand Est đông nam nước Pháp. Xã này nằm ở khu vực có độ cao trung bình 159 mét trên mực nước biển.